# نوابغ العرب
نوابغ العرب هي جائزة سنوية أطلقها الشيخ محمد بن راشد آل مكتوم، نائب رئيس دولة الإمارات العربية المتحدة وحاكم دبي عام 2022 م، وتهدف لاكتشاف النوابغ، وتقديرهم، وتمكينهم، وتعظيم أثر عملهم في العالم العربي، ووفق ما أعلن الأمين العام لمؤسسة مبادرات الشيخ محمد بن راشد آل مكتوم العالمية محمد عبد الله القرقاوي، أن المبادرة تستهدف الإشراف على 1000 نابغة عربي خلال 5 سنوات. كما تركز المبادرة على تشجيع الشباب الذين يمتلكون قدرات استثنائية في مجالات مثل التكنولوجيا، والعلوم، والفنون، والأدب، حيث تعمل على توفير بيئة ملائمة تساعدهم على النمو والتطور، ويشمل هذا الدعم تقديم ورش عمل تدريبية، وندوات تعليمية، وفرص للتواصل مع خبراء ومختصين في مجالاتهم، كما توفر المبادرة موارد مالية وإمكانيات للوصول إلى الفضاء الأكاديمي الدولي، مما يمكن الموهوبين من تحقيق طموحاتهم والمساهمة في تحسين المجتمع من خلال أفكارهم ومنتجاتهم، وتسعى مبادرة نوابغ العرب إلى تعزيز التعاون بين الدول العربية وتبادل المعرفة والخبرات بين الموهوبين، مما يساهم في بناء مجتمع مبتكر يُعزز القيم الفكرية والثقافية.
في 8 يناير 2024 أعلن الشيخ محمد بن راشد إطلاق مركز بحثي ومعرفي دائم ضمن "متحف المستقبل" لدعم المسيرة العلمية والمعرفية لـ"نوابغ العرب بشكل دائم".

## فئات الجائزة
- العلوم الطبيعية.
- العمارة والتصميم.
- الهندسة والتكنولوجيا.
- الاقتصاد.
- الأدب والفنون.
- الطب.[8][9]

## خلفية تاريخية عن سبب إطلاق الجائزة
يعود السبب الرئيسي وراء إطلاق مبادرة نوابغ العرب إلى الرغبة في  التصدي للتداعيات السلبية لهجرة العقول في المنطقة وتحقيق النهضة العلمية في العالم العربي، حيث تطرّق الشيخ محمد بن راشد آل مكتوم في مقال نشر له في 9 يونيو 2014 بعنوان الهجرة المعاكسة للعقول، للخسارة التي يواجهها الوطن العربي بسبب هجرة العلماء والخبراء والمفكرين والأطباء والمهندسين، وتم نشر هذا المقال في 59 صحيفة وتمت ترجمته إلى 16 لغة، ولمس هذا المقال قضية عالمية تتعلق بملايين الكفاءات والمواهب حول العالم مع دراسة تحليلية لأسباب هجرة العقول حيث استند الشيخ محمد على عدة دراسات بهذا الخصوص. ومن هذا المنطلق تسعى المبادرة لتسليط الضوء على النوابغ العرب والعقول العربية النيرة، بهدف تقديرهم وخلق بيئة داعمة لهم تشجعهم على الاستمرار في العمل لخدمة أوطانهم وتحقيق انجازات استثنائية في المنطقة نحو تحقيق مستقبل أفضل، واستئناف الحضارة العربية. 

## أهداف الجائزة
تهدف الجائزة إلى:
- التصدي لهجرة العقول والتقليل من هجرة العلماء، والباحثين، والخبراء، والأطباء، والمهندسين
- بناء شبكة تجمع ألمع العقول العربية من العلماء والمفكرين وأصحاب المواهب الاستثنائية لتحقيق التقدم العلمي والفكري في العالم العربي.
- خلق بيئة داعمة لتشجيع العلماء والمفكرين وأصحاب المواهب الاستثنائية لتحقيق التقدم العلمي والفكري في العالم العربي.
- تقديم نوابغ العرب كقدوات للأجيال، ونماذج يحتذى بها في اجتهادهم وفكرهم، ودورهم التنموي.

## قيمة الجائزة والامتيازات التابعة لها

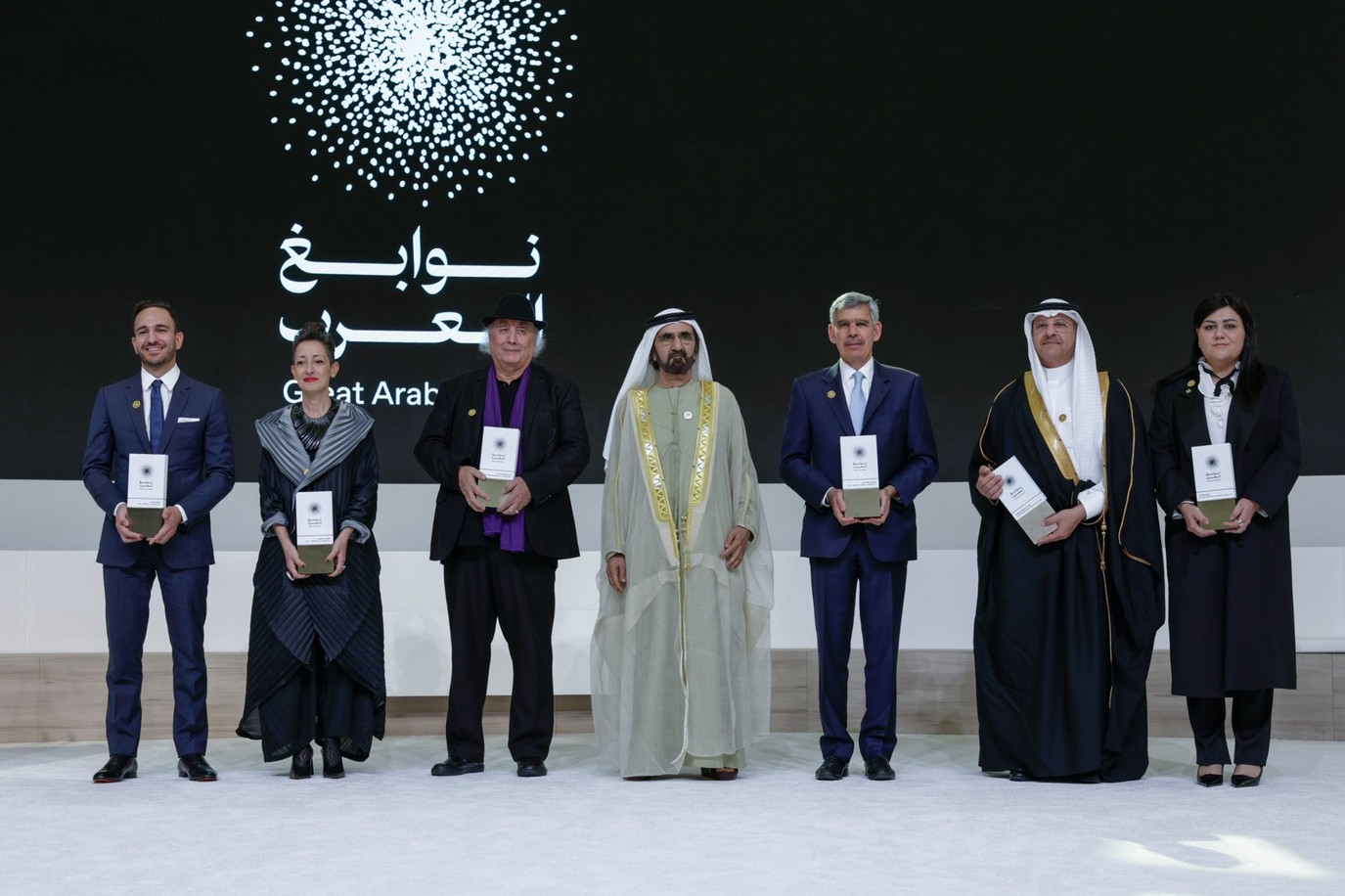
حفل تتويج الفائزين بالدورة الأولى من جوائز مبادرة نوابغ العرب - 2024

خصصت قيمة 100 مليون درهم إماراتي لتمويل جائزة نوابغ العرب على مدار خمس سنوات، على أن تخصص قيمة مليون درهم لكل فائز عن كل فئة بهدف تمويل الأبحاث والمشاريع.
سيلقى كل فائز بالجائزة دعماً واحتضاناً شاملا من قبل إدارة المبادرة بحيث سيتم توفير فرص متنوعة وفريدة من نوعها بالشراكة مع كبرى الشركات المحلية والعالمية والمؤسسات في دولة الإمارات العربية المتحدة.

## آلية الترشح والتقييم
آلية الترشّح
الترشح للجائزة مفتوح على مدار السنة على الموقع الإلكتروني الرسمي لمبادرة نوابغ العرب.
آلية التقييم
تتم مراجعة وتقييم كافة الترشيحات سنوياً من قبل لجان متخصصة، ثم التحقق من جميع المعلومات  والوثائق المذكور للترشح، ليتم بعدها اختيار مجموعة من المرشحين حسب كل فئة على حدة وبناءً على معايير ومقاييس محددة،  ومن ضمن تلك المجموعات يتم اختيار فائز واحد عن كل فئة.
معايير التقييم
- حجم الإنجاز وأثره على العالم العربي
- الاعتراف الأكاديمي بالعمل
- أصالة وثراء فكرة العمل
- الفرص والإمكانات المرتبطة بمجال البحث/العمل
- التفوق والموهبة الاستثنائية في مجال الاختصاص

## الفائزون
| الدورة / السنة        | الفرع                | الفائز           | الدولة   | المصدر |
| --------------------- | -------------------- | ---------------- | -------- | ------ |
| الدورة الأولى (2023)  | العلوم الطبيعية      | نيفين خشاب       | السعودية | [ 20 ] |
| الدورة الأولى (2023)  | العمارة والتصميم     | لينا الغطمة      | لبنان    | [ 21 ] |
| الدورة الأولى (2023)  | الهندسة والتكنولوجيا | فاضل أديب        | لبنان    | [ 22 ] |
| الدورة الأولى (2023)  | الاقتصاد             | محمد العريان     | مصر      | [ 23 ] |
| الدورة الأولى (2023)  | الأدب والفنون        | واسيني الأعرج    | الجزائر  | [ 24 ] |
| الدورة الأولى (2023)  | الطب                 | هاني نجم.        | السعودية | [ 25 ] |
| الدورة الثانية (2024) | العلوم الطبيعية      | عمر ياغي         | الأردن   | [ 26 ] |
| الدورة الثانية (2024) | العمارة والتصميم     | سهل الحياري      | الأردن   | [ 27 ] |
| الدورة الثانية (2024) | الهندسة والتكنولوجيا | أسامة الخطيب     | سوريا    | [ 28 ] |
| الدورة الثانية (2024) | الاقتصاد             | ياسين آيت سحالية | الجزائر  |        |
| الدورة الثانية (2024) | الأدب والفنون        | ضياء العزاوي     | العراق   | [ 29 ] |
| الدورة الثانية (2024) | الطب                 | ياسمين بلقايد    | الجزائر  | [ 30 ] |

## روابط خارجية
الموقع الرسمي للجائزة